# خیابان آیت الله طالقانی (تهران)

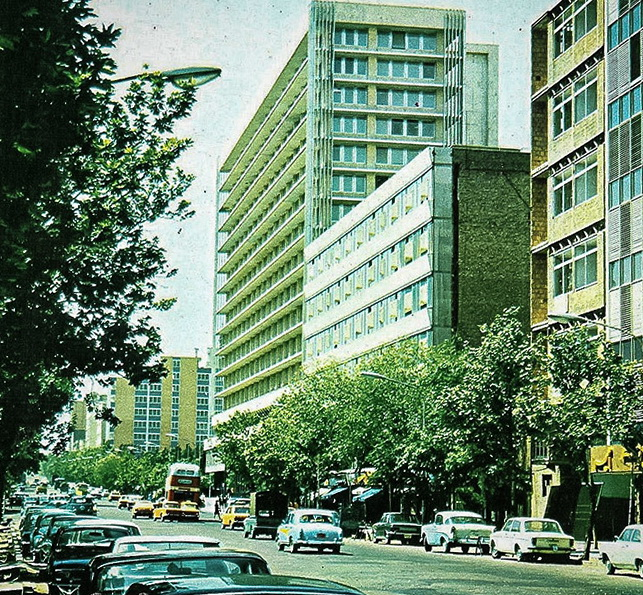
خیابان آیت الله طالقانی در سال ۱۳۵۰خورشیدی/ ۱۹۷۱م که آن هنگام تخت جمشید نامیده می‌شد.

خیابان آیت‌ الله طالقانی (با نام پیشین: خیابان تخت جمشید)، یکی از خیابان‌های مرکزی تهران است. خیابان طالقانی جهت شرقی-غربی داشته و از سه راه طالقانی (تقاطع با خیابان شریعتی) در سمت شرق آغاز شده، در میانه راه از میدان فلسطین عبور کرده و در نهایت به دانشگاه تهران در تقاطع خیابان قدس منتهی می‌شود. در گذشته از این خیابان با عنوان شمالی‌ترین خیابان تهران یاد می‌شد اما امروزه در محدوده مرکزی شهر قرار گرفته‌است. این خیابان به افتخار سید محمود طالقانی فعال سیاسی، فقیه ایرانی و رئیس شورای انقلاب نام گذاری شده‌است.
تعداد زیادی از ادارات و سازمان‌های دولتی در این خیابان قرار دارند و به همین دلیل خیابان طالقانی از اهمیت خاصی برخوردار است. سفارت سابق آمریکا در تهران در این خیابان قرار دارد.

## تقاطع ها
این خیابان در مسیر شرق به غرب با خیابان بهار، خیابان مفتح، خیابان شهید سپهبد قرنی، خیابان استاد نجات‌اللهی، خیابان حافظ، خیابان ولی‌عصر، خیابان فلسطین (میدان فلسطین) و خیابان وصال شیرازی تقاطع دارد.

## مراکز مهم واقع در خیابان آیت الله طالقانی
- ساختمان مرکزی و شعبه مرکزی بانک ملت
- ایستگاه مترو طالقانی
- داروخانه شبانه‌روزی هلال احمر
- وزارتخانه نفت
- وزارتخانه جهاد کشاورزی
- وزارت تعاون، کار و رفاه اجتماعی
- سازمان بازرسی کل کشور
- شعبه مرکزی بانک تجارت
- ساختمان سفارت پیشین آمریکا
- سینما عصر جدید